# BRCA2
BRCA2（breast cancer susceptibility gene II)とは、がん抑制遺伝子の一種であり、その変異により遺伝子不安定性を生じ、最終的に乳癌を引き起こす。

## 遺伝子座
13番染色体の13q12-13に位置し27個のエクソンからなる。BRCA1同様第11エクソンが非常に大きい。ヒトのBRCA2は3418個のアミノ酸からなる分子量約384kDaのタンパク質。

## 病理
- C末端側に核移行シグナルが存在し、正常BRCA2は核に存在するが、遺伝子変異をきたしたBRCA2は核に移行できない。BRCA2が正常に機能しない細胞ではDNA損傷が修復されず蓄積してゆく[6]。
- BRCA2変異を伴う家族性乳癌家系では、若年性乳癌のほかに、男性乳癌や卵巣癌の併発も多い。男性乳癌を伴う家族性乳癌のほとんどにBRCA2の変異が見られる。
- BRCA2 変異は東ヨーロッパに祖先を持つユダヤ人（アシュケナージジュー）に多く見られる。29 世代前（約800 年前）、彼らのBRCA2 遺伝子に欠損を生じたと考えられている。現在、アシュケナージジューの1％にこの遺伝子変異が存在すると推測されている。[7]
- BRCA2 は腫瘍抑制遺伝子であり、BRCA2変異があると乳癌のほか卵巣癌、前立腺癌、膵臓癌を発症しやすくなる。
- ユダヤ人の膵癌の1割にこの変異があるといわれる。BRCA2 変異があると80 歳までに膵癌を発症するリスクが5%から10％と推測されている。